# Medora (Illinois)
Medora è un villaggio degli Stati Uniti d'America, situato nello Stato dell'Illinois, nella contea di Macoupin.
| Controllo di autorità | VIAF (EN) 129073659 · LCCN (EN) n85188505 · J9U (EN, HE) 987007555333805171 |